# Greta oto
Greta oto ou simplesmente borboleta transparente, ou ainda borboleta asa de vidro, é uma rara espécie de borboleta encontrada principalmente na América Central, que tem asas transparentes pois os tecidos entre as veias não possuem as escamas coloridas presentes em outras borboletas.

## Alimentação
Uma característica interessante dessa borboleta é que elas procuram por plantas toxicas para se alimentar já que são imunes a toxina das plantas, mesmo assim podem alimentar-se de plantas comuns. Os machos dessa espécie transformam a toxina absorvido através do néctar em feromônios, com o intuito de atrair fêmeas para acasalar.

## Distribuição
A Greta oto pode ser encontrada:
1. Na América Central principalmente o México e no Panamá.
2. Na América do Sul especialmente na Venezuela e Colômbia
3. E também pode ser encontrada no Brasil.

## Galeria de imagens

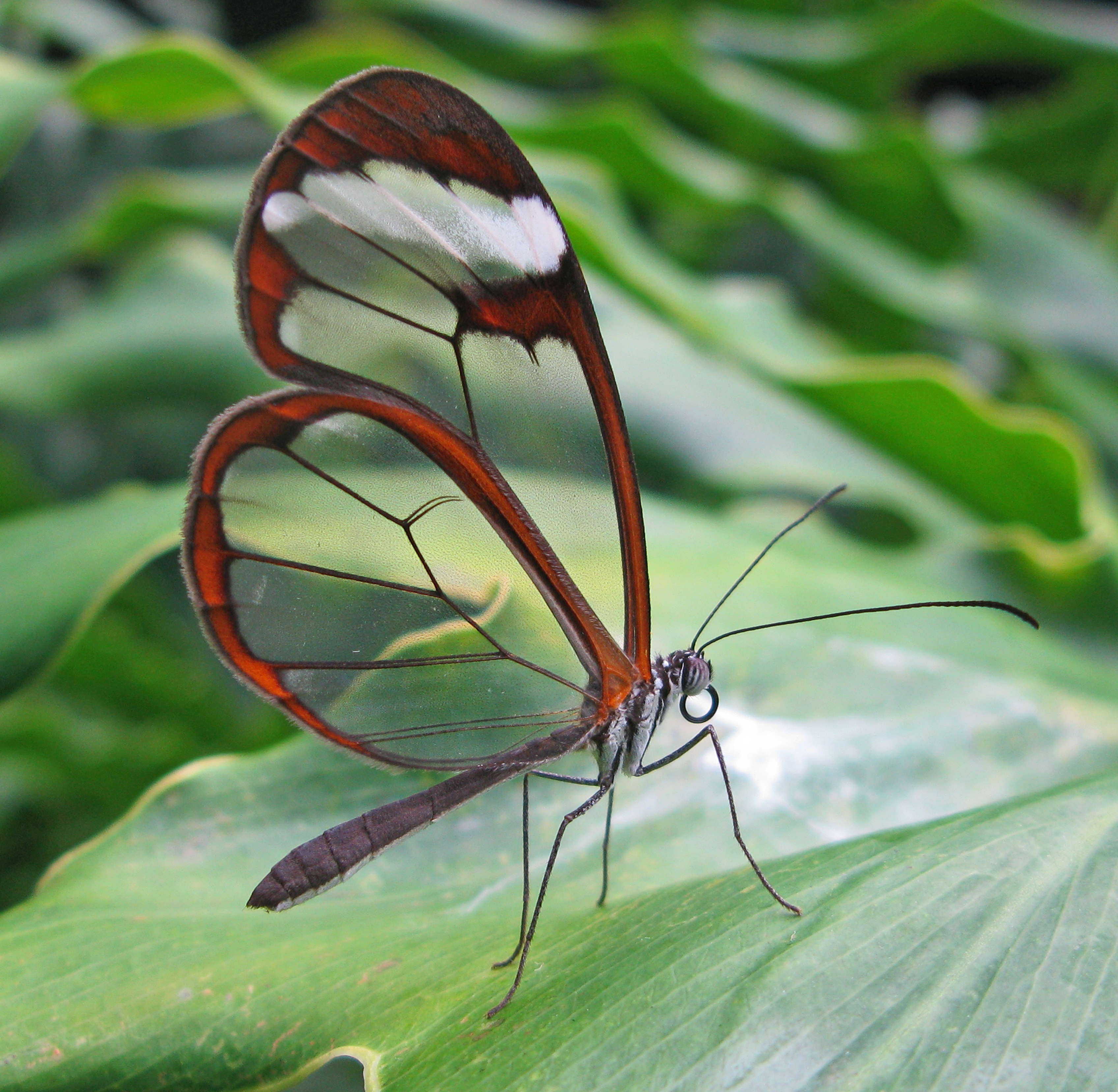
Greta oto em cima de uma folha
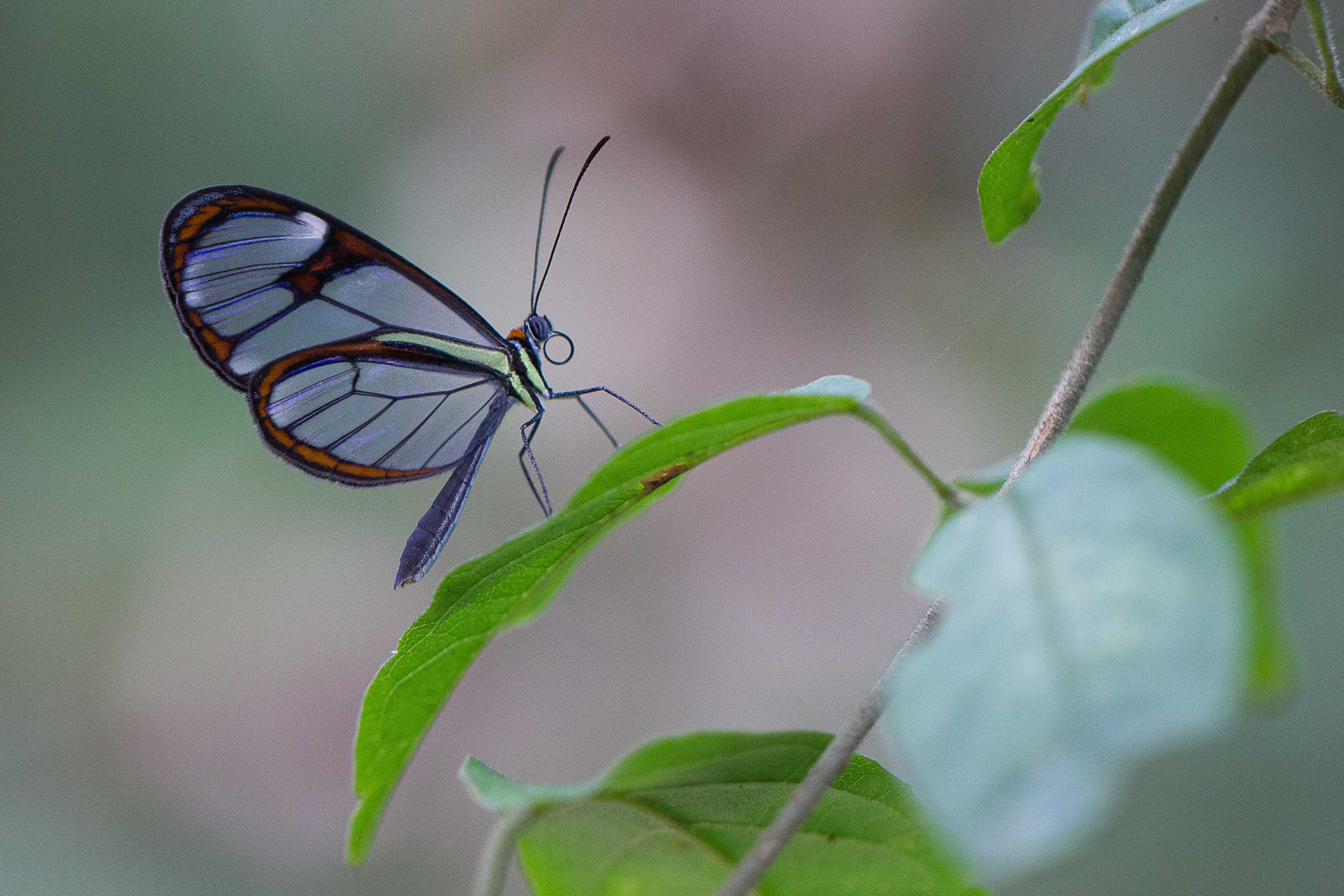